# Gunnar Tallberg
Pour les articles homonymes, voir Tallberg.
Gunnar Tallberg est un skipper finlandais né le 23 décembre 1881 à Helsinki et mort le 27 août 1931 à Helsinki.

## Biographie
Gunnar Tallberg remporte la médaille de bronze olympique en classe 8 Metre sur le Lucky Girl aux Jeux olympiques d'été de 1912 à Stockholm, avec Arthur Ahnger, Emil Lindh, Georg Westling et son frère Bertil Tallberg.